# Praetorium

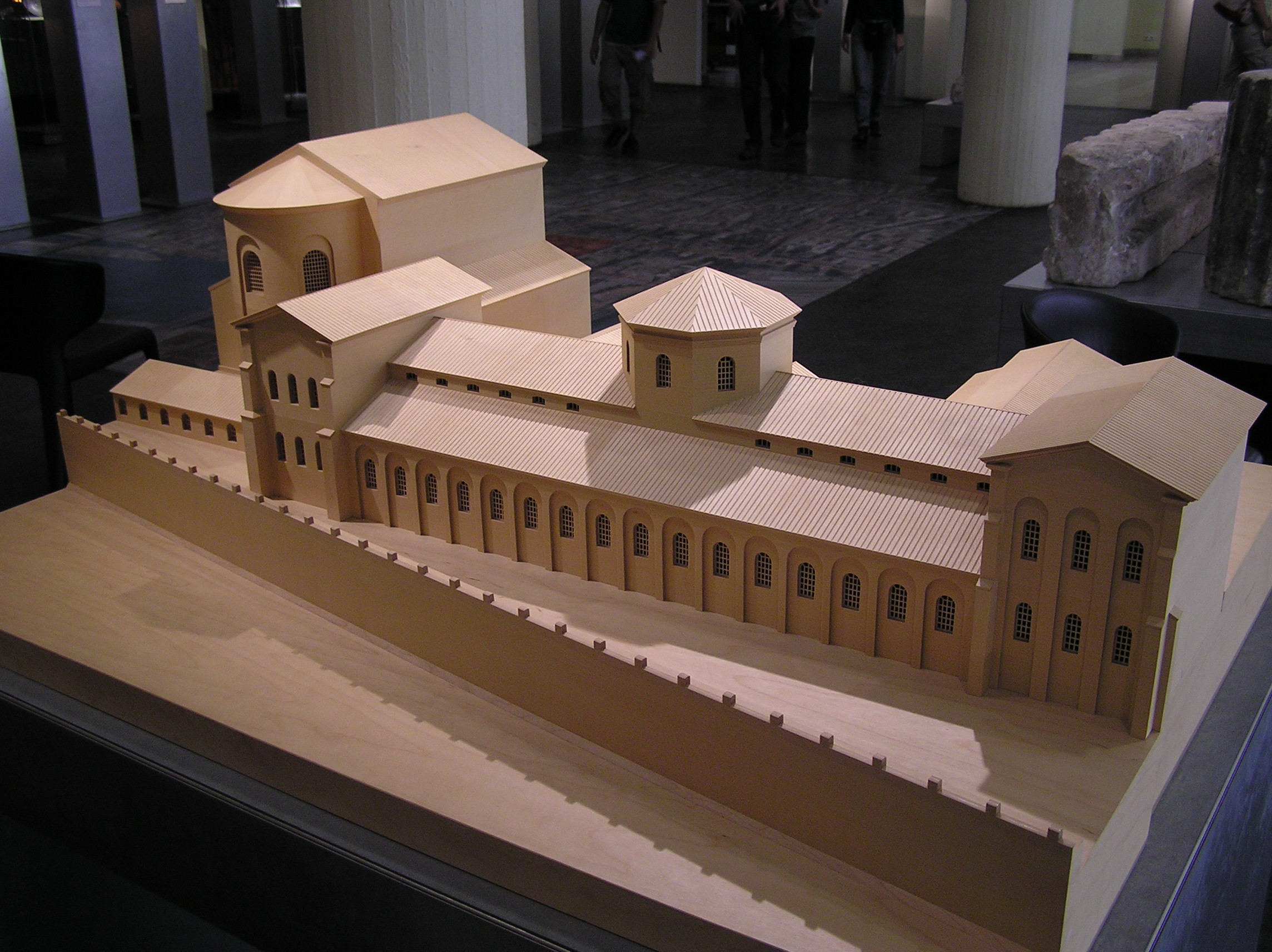
Model van het praetorium in Romeins Keulen

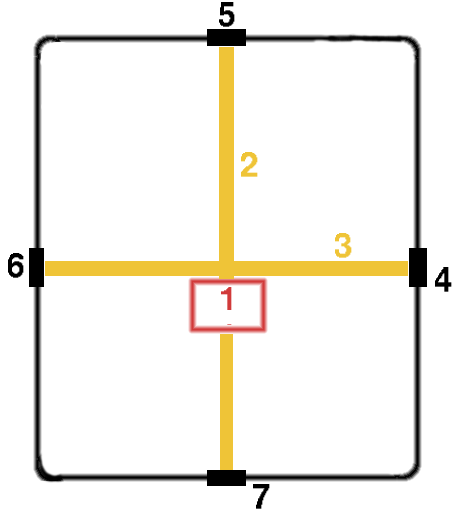
Plattegrond van een castra met: 1 Praetorium 2 Via Praetoria 3 Via Principalis 4 Porta Principalis Dextra (rechterpoort) 5 Porta Praetoria (hoofdpoort) 6 Porta Principalis Sinistra (linkerpoort) 7 Porta Decumana (achterste poort)

Praetorium was aanvankelijk de benaming voor het hoofdkwartier van een Romeins  leger. Het praetorium was het stafkwartier in een Romeinse versterkte legerplaats, een castrum of castellum.
Later werd praetorium de benaming voor de residentie van de procurator (stadhouder of gouverneur) van een Romeinse provincie, en de benaming voor het keizerlijk hoofdkwartier. De term wordt tevens gebruikt om de commandantswoning binnen een castellum aan te duiden.
Praetor ("voorganger" of "leider") was oorspronkelijk de titel van de hoogste ambtenaar ten tijde van de Romeinse Republiek maar werd later de benaming voor de positie direct onder consul. De wacht van een generaal was de cohors praetoriae. Hieruit ontstond de pretoriaanse garde, de keizerlijke lijfwacht.
In het Nieuwe Testament wordt praetorium gebruikt voor het paleis van Pontius Pilatus, de Romeinse procurator van Judea. Volgens het Nieuwe Testament werd Jezus in dit praetorium berecht en ter dood veroordeeld.